# Meadow, Texas
Meadow är en kommun (town) i Terry County i Texas. Vid 2010 års folkräkning hade Meadow 593 invånare.